# Прежна
Прежна (рум. Prejna) — село у повіті Мехедінць в Румунії. Входить до складу комуни Балта.
Село розташоване на відстані 282 км на захід від Бухареста, 33 км на північ від Дробета-Турну-Северина, 140 км на південний схід від Тімішоари, 117 км на північний захід від Крайови.

## Населення
За даними перепису населення 2002 року у селі проживали 352 особи, усі — румуни. Усі жителі села рідною мовою назвали румунську.